# Ceracia freyi
Ceracia freyi är en tvåvingeart som först beskrevs av Herting 1958.  Ceracia freyi ingår i släktet Ceracia och familjen parasitflugor. Inga underarter finns listade i Catalogue of Life.